# Plan communal de sauvegarde
Pour les articles homonymes, voir Plan de sauvegarde.
Le plan communal de sauvegarde (PCS) est en France un outil réalisé à l'échelle communale, sous la responsabilité du maire, pour planifier les actions des acteurs communaux de la gestion du risque (élus, agents municipaux, bénévoles, entreprises partenaires) en cas d'évènements majeurs naturels, technologiques ou sanitaires. Il a pour objectif l'information préventive et la protection de la population.
Il se base sur le recensement des vulnérabilités et des risques (présents et à venir, par exemple liés au changement climatique) sur la commune (notamment dans le cadre du dossier départemental sur les risques majeurs établi par le préfet du département) et des moyens disponibles (communaux ou privés) sur la commune.
Il prévoit l'organisation nécessaire pour assurer l'alerte, l'information, la protection et le soutien de la population au regard des risques.

## Origine et contexte réglementaire
Divers accidents, dont l'explosion de l'usine AZF de Toulouse, le 21 septembre 2001, ont invité le législateur à mieux considérer certains risques et la gestion des situations de crise. C'est l'article 13 de la loi no 2004-811 du 13 août 2004 dite « loi de modernisation de la sécurité civile » (article abrogé remplacé par l'article L. 731-3 du code de la sécurité intérieure) qui a rendu le PCS obligatoire dans les communes dotées d'un plan de prévention des risques naturels prévisibles (PPRnp) approuvé ou comprises dans le champ d'application d'un « Plan particulier d'intervention » (PPI).
Le décret d'application no 2005-1156 du 13 septembre 2005, relatif au plan communal de sauvegarde a, quant à lui, fixé les modalités d'élaboration du plan communal de sauvegarde. Il rend également obligatoire l'élaboration de ce PCS, dans un délai de deux ans à compter de la date d'approbation par le préfet du département du plan particulier d'intervention ou du plan de prévention des risques naturels, ou à compter de la date de publication du décret lorsque ces plans existent à cette date (soit le 13 septembre 2007).
La loi autorise et encourage l'élaboration de plans intercommunaux de sauvegarde, sans que le maire puisse toutefois déléguer ses responsabilités au responsable du groupement de communes concerné. Chaque maire reste l'autorité de police municipale sur sa commune : « la mise en œuvre du plan communal ou intercommunal de sauvegarde relève de la responsabilité de chaque maire sur le territoire de sa commune ».
Les actions d'information préventive, relatives aux risques naturels, technologiques et sanitaires locaux, font partie du PCS, notamment le dossier d'information communal sur les risques majeurs (DICRIM), qui vise à informer la population sur les risques qu'elle court.
L'élaboration d'un PCS n'est pas un aboutissement, mais la naissance d'une organisation qui doit évoluer avec la commune et les changements qu'elle vivra. Le maire a donc pour responsabilité de maintenir l'opérationnalité du PCS de sa commune. Pour cela, il doit s'assurer d'une mise à jour régulière des documents PCS, sachant que le délai de révision ne peut excéder cinq ans.
Bien que cela ne soit pas encore obligatoire, la diversification de l'information préventive, la formation des acteurs communaux et des partenaires, ainsi que l'organisation d'exercices contribuent fortement au maintien opérationnel d'un PCS.

## Contenu du plan
Le plan communal de sauvegarde décrit l'organisation et la mise en œuvre des dispositions répondant aux obligations légales telles que : 
- le recensement des « risques connus » et des « moyens disponibles » (moyens humains et moyens matériels) ;
- la détermination des « mesures immédiates de sauvegarde et de protection des personnes » ;
- la fixation de « l’organisation nécessaire à la diffusion de l’alerte et des consignes de sécurité » ;
- les modalités de « mise en œuvre des mesures d’accompagnement, de soutien et d’information de la population » ;
- le DICRIM (document d'information communal sur les risques majeurs).

## Mise en œuvre du plan
Elle comprend au moins :
- l'alerte et la mobilisation des membres du poste de commandement communal ;
- la localisation de l’« événement » sur la commune ;
- la détermination de la « zone de danger » et son « périmètre de sécurité » (ceci peut par exemple dépendre de la force et la direction du vent ; des marées…) ;
- la mise en place si nécessaire d'itinéraires de déviation ;
- l'information à la population par tous les moyens de communication possibles : automate d’appels téléphoniques, fax, haut-parleurs, panneaux lumineux, haut-parleurs embarqués ;
- la sélection de sites d’accueil ou d’hébergement en fonction de leur situation géographique par rapport au sinistre, ainsi que la mise en œuvre de la logistique ;
- la tenue d'une main courante événementielle ;
- la réquisition d'établissements conventionnés de la commune ;
- l'organisation du retour à la normale et l'édition de comptes rendus d’événements.

## Les évènements concernés
Ils peuvent être :
- risques naturels et climatiques : inondations, laves torrentielles, glissements de terrain (glissements, chutes de blocs, effondrements, affaissements, etc.), feux de forêts, séismes, canicules, tempêtes (vent violent), orages, cyclones, tornades, fortes chutes de neige, verglas, avalanches, risques glaciaires, éruptions volcaniques, tsunamis, submersions marines ;
- risques technologiques : accident industriel, rupture de barrage, accident nucléaire, accident lors du transport de matière dangereuse (transport de matières dangereuses par la route, le fer, les canalisations, les voies fluviales et maritimes) ;
- risques sanitaires : pandémie, pollution de l'air ou fluviale, pollution du réseau d'eau potable ;
- des accidents de grande ampleur, par exemple lors d'une manifestation, d'un rassemblement.

## Guides méthodologiques
Le ministère de l'Intérieur met à disposition de tous des outils méthodologiques sur sa page « Planification et exercices de Sécurité civile », y compris pour l'élaboration et le test du plan communal de sauvegarde :
- un guide d’élaboration des plans communaux de sauvegarde (PCS) ;
- un mémento sur les exercices PCS ;
- une trame simplifiée et un tutoriel pour la rédaction du PCS.

## Logiciels
Des logiciels spécialisés peuvent aider à élaborer un Plan communal de sauvegarde.

## État des lieux et mise en œuvre
En France mi-2015, seules les deux tiers des communes soumises à obligation l'ont adopté. Le ministre de l'Intérieur (Bernard Cazeneuve) a suggéré de tester dans plusieurs régions un nouveau dispositif (« contrat territorial de réponses aux risques et aux menaces »). Il a aussi demandé en juin 2015 dans une circulaireaux préfets de contribuer à améliorer la culture du risque et d'accélérer la mise en œuvre de ces plans communaux de sauvegarde (PCS). Une trame simplifiée a été rédigée pour aider les maires à produire leur plan. 
En 2015, le ministère de l'Intérieur a aussi mis en ligne un « PCS prêt à l'emploi » pour aider les communes rurales. L'Institut des risques majeurs (Irma) estime qu'« Il faut tester ces plans par le biais d'exercices de crise et s'assurer que l'équipe municipale, les agents et les habitants se saisissent bien du dispositif ». Le ministre insiste aussi sur l'importance des Réserves communales de sécurité civile (souvent encore inexistante), et de la mise à jour des plans Orsec, en lien avec les élus concernés en en améliorant les procédures d'indemnisations après les catastrophes naturelles (projet de décret examiné en Conseil d'État). 
L'État français a conditionné ses aides à la réalisation d'un programme d'action de prévention des inondations (Papi) à la réalisation d'un PCS.